# سياسة المياه في حوض النيل

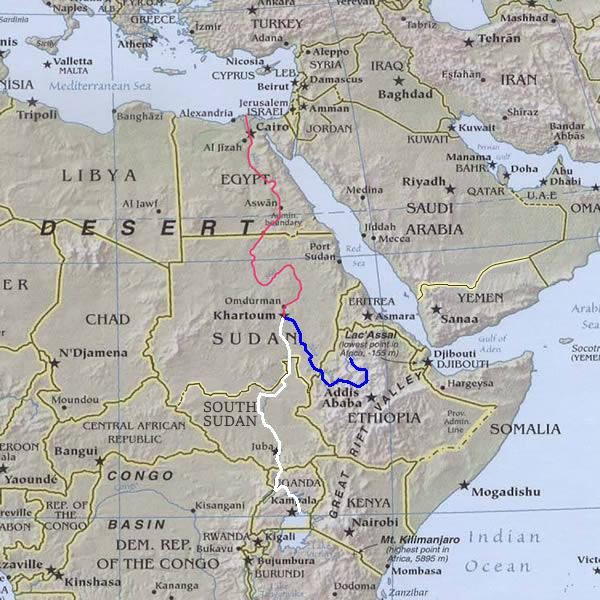
النيل وروافده ودول المنطقة

باعتباره مسطحًا مائيًا يعبر العديد من الحدود السياسية الدولية، فإن نهر النيل يخضع لتفاعلات سياسية متعددة. تقليديا، يُنظر إليه على أنه أطول نهر في العالم، حيث يبلغ طوله 6,700 كيلومتر (4,200 ميل) عبر عشر دول في شمال شرق أفريقيا – رواندا، وبوروندي، وجمهورية الكونغو الديمقراطية، وتنزانيا، وكينيا، وأوغندا، وإثيوبيا، جنوب السودان، السودان، مصر مع مناخات متفاوتة.
بالنظر إلى مساحة حوض النيل، فإن السودان لديه أكبر مساحة ( 1,900,000 كـم2 (730,000 ميل2) من بين الروافد الأربعة الرئيسية لنهر النيل، ثلاثة منها تنبع من إثيوبيا – النيل الأزرق والسوباط وعطبرة. إن التاريخ الحديث للسياسة المائية في حوض النيل معقد للغاية وكان له تداعيات واسعة النطاق على التطورات الإقليمية والعالمية.

## الجغرافيا
يوضح الجدول التالي مدى توفر المياه في كل دولة داخل حوض النيل، وتقديرات الباحثين لانخفاض توفر المياه لهذه الدول، ويرجع ذلك إلى حد كبير إلى زيادة عدد سكان الدول.
| البلد                       | عدد السكان عام 1995 (بالملايين) | عدد السكان عام 2025 (بالملايين) | الناتج المحلي الإجمالي للفرد 1996 (دولار أمريكي) | السكان تحت خط الفقر (دولار/يوم) (تعادل القوة الشرائية) (%) | نصيب الفرد من توافر المياه 1990 (م³) | توافر المياه للفرد 2025 (م³) |
| --------------------------- | ------------------------------- | ------------------------------- | ------------------------------------------------ | ---------------------------------------------------------- | ------------------------------------ | ---------------------------- |
| بوروندي                     | 6.4                             | 13.5                            | 170                                              |                                                            | 655                                  | 269                          |
| جمهورية الكونغو الديمقراطية | 43.9                            | 104.6                           | 160                                              |                                                            | 359،803                              | 139،309                      |
| مصر                         | 62.9                            | 111.7                           | 1،090                                            | 32.5                                                       | 1،123                                | 492                          |
| أثيوبيا                     | 55.1                            | 126.9                           | 100                                              | 33.8                                                       | 2،207                                | 842                          |
| كينيا                       | 28.8                            | 63.4                            | 320                                              | 50.2                                                       | 636                                  | 235                          |
| رواندا                      | 8                               | 15.8                            | 190                                              | 45.7                                                       | 897                                  | 306                          |
| السودان                     | 28.1                            | 58.4                            |                                                  |                                                            | 4،792                                | 1،993                        |
| تنزانيا                     | 29.7                            | 68.9                            | 170                                              | 16.4                                                       | 2،924                                | 1،025                        |
| أوغندا                      | 21.3                            | 50.6                            | 300                                              | 50                                                         | 3،759                                | 1،437                        |

يتمتع السودان أيضًا بإمكانات هيدروليكية، وقد أنشأ أربعة سدود في القرن الماضي. وقد أدى هذا إلى تطوير 18,000 كـم2 (6,900 ميل2) حتى الآن من الأراضي المروية، مما يجعل السودان ثاني أكبر مستخدم لنهر النيل بعد مصر.
ورغم اعتماد مصر بشكل كبير على نهر النيل، إلا أن هناك عوامل قد تؤدي إلى ضرورة الصراع على توزيع إمدادات مياه النيل. على سبيل المثال، مصر لديها اقتصاد يعتمد بشكل كبير على الزراعة. علاوة على ذلك، تعتمد مصر بالفعل على استيراد المياه الافتراضية، وهي الاستراتيجية التي قد تدفع البلاد إلى محاولة الدخول في صراعات مائية مستقبلية. تُزود روافد إثيوبيا حوالي 86 بالمائة من مياه نهر النيل. وعلى مر السنين، وضعت الدول المعنية اتفاقيات ومعاهدات موضع التنفيذ حتى يمكن السيطرة على الصراع.

### مصر والنيل
لقد تمكنت الحضارة المصرية من الحفاظ على نفسها باستخدام إدارة المياه والزراعة منذ حوالي 5000 عام في وادي نهر النيل. مارس المصريون الري الحوضي، وهو شكل من أشكال إدارة المياه يتكيف مع الارتفاع والانخفاض الطبيعي لنهر النيل. منذ حوالي عام 3000 قبل الميلاد، قام المصريون ببناء ضفاف ترابية لتشكيل أحواض فيضانية بأحجام مختلفة، والتي كانت تنظمها قنوات لتصريف المياه إلى الحوض حيث تبقى حتى تتشبع التربة، ثم يتم تصريف المياه وزراعة المحاصيل. ولم تتسبب هذه الطريقة في الزراعة في استنزاف العناصر الغذائية في التربة أو التسبب في مشاكل الملوحة التي تعاني منها الطرق الزراعية الحديثة.

### المعاهدات التي تؤثر على استخدام مياه النيل
أدت المعاهدات إلى عدم المساواة في حقوق استخدام مياه النيل بين دول حوض النيل.
- 15 أبريل 1891 – المادة الثالثة من البروتوكول الأنجلو إيطالي. تنص المادة الثالثة على أن "الحكومة الإيطالية تلتزم بعدم تشييد أي عمل على نهر عطبرة، لأغراض الري، من شأنه أن يغير بشكل معقول من تدفقه إلى النيل". كانت اللغة المستخدمة في هذه المقالة غامضة للغاية بحيث لا توفر حقوق الملكية أو حقوق استخدام المياه بشكل واضح.[بحاجة لمصدر]
- 15 مايو 1902 – المادة الثالثة من المعاهدة بين بريطانيا العظمى وإثيوبيا. تنص المادة الثالثة على أن "جلالة الإمبراطور منليك الثاني ملك ملوك إثيوبيا يلتزم تجاه حكومة جلالته البريطانية بعدم بناء أو السماح ببناء أي عمل عبر النيل الأزرق أو بحيرة تانا أو نهر السوباط من شأنه أن يوقف تدفق مياههم إلا بالاتفاق مع حكومة جلالته البريطانية وحكومة السودان". أصبحت هذه الاتفاقية من أكثر الاتفاقيات إثارةً للجدل حول استخدام مياه النيل. كان الهدف من هذه المعاهدة ترسيم الحدود بين إثيوبيا والسودان. وتتعلق إحدى موادها، المادة الثالثة، باستخدام مياه النيل. وجاء في النسخة الإنجليزية، كما استعرضتها بريطانيا ثم السودان: "يلتزم جلالة الإمبراطور منليك الثاني، ملك ملوك إثيوبيا، تجاه حكومة جلالته البريطانية بعدم بناء أو السماح ببناء أي مشروع عبر النيل الأزرق أو بحيرة تانا أو نهر السوباط، من شأنه أن يوقف تدفق مياهها، إلا بموافقة حكومة جلالته البريطانية وحكومة السودان."[6][7] ومع ذلك، أعطت النسخة الأمهرية معنى وفهمًا مختلفين لإثيوبيا[8] و"لم يتم التصديق عليها من قبل هذا البلد أبدًا".
- 9 مايو 1906 – المادة الثالثة من الاتفاقية بين بريطانيا وحكومة دولة الكونغو المستقلة. تنص المادة الثالثة على أن "حكومة دولة الكونغو المستقلة تتعهد بعدم بناء أو السماح ببناء أي عمل على أو بالقرب من نهر سيمليكي أو إيسانجو من شأنه أن يقلل من حجم المياه التي تدخل بحيرة ألبرت إلا بالاتفاق مع الحكومة السودانية". وقعت بلجيكا على هذه الاتفاقية نيابة عن الكونغو على الرغم من أن الاتفاقية لا تفضل إلا مستخدمي مياه النيل في الدول الواقعة أسفل النهر وتمنع شعب الكونغو من الوصول إلى حصته من النيل.
- 13 ديسمبر 1906 – المادة 4 (أ) من المعاهدة الثلاثية (بريطانيا – فرنسا – إيطاليا). تنص المادة 4 (أ) على "العمل معًا... لحماية؛... "مصالح بريطانيا العظمى ومصر في حوض النيل، وخاصة فيما يتصل بتنظيم مياه ذلك النهر وروافده (مع مراعاة المصالح المحلية) دون الإضرار بالمصالح الإيطالية". وفي الواقع، حرمت هذه المعاهدة إثيوبيا من حقها السيادي في استخدام مياهها. رفضت إثيوبيا المعاهدة لأن قوتها العسكرية والسياسية لم تكن كافية لاستعادة استخدامها لمياه النيل.
- تبادل المذكرات عام 1925 بين بريطانيا وإيطاليا بشأن بحيرة تانا، والذي ينص على أن "...تعترف إيطاليا بالحقوق المائية السابقة لمصر والسودان... بعدم إقامة أي أعمال على منابع النيلين الأزرق والأبيض (السوباط) وروافدهما ومجاريهما المائية، من شأنها أن تُغير بشكل معقول تدفقهما إلى النهر الرئيسي". عارضت إثيوبيا الاتفاقية، وأبلغت الطرفين باعتراضاتها.

”إلى الحكومة الإيطالية: إن حقيقة أنكم توصلتم إلى اتفاق، وحقيقة أنكم رأيتم أنه من الضروري إخطارنا بهذا الاتفاق بشكل مشترك، توضح أن نيتكم هي ممارسة الضغط، وهذا في رأينا يثير على الفور سؤالاً سابقاً. وهذا السؤال الذي يتطلب دراسة أولية، يجب أن يعرض على عصبة الأمم.“

”إلى الحكومة البريطانية: لقد دخلت الحكومة البريطانية بالفعل في مفاوضات مع الحكومة الإثيوبية بشأن اقتراحها، وكنا نتصور أنه سواء تم تنفيذ هذا الاقتراح أم لا، فإن المفاوضات ستكون قد انتهت معنا؛ ولم نكن نتوقع أبدًا أن تتوصل الحكومة البريطانية إلى اتفاق مع حكومة أخرى بشأن بحيرتنا.“
عندما طلبت عصبة الأمم توضيحاً من الحكومتين البريطانية والإيطالية، نفيا الطعن في سيادة إثيوبيا على بحيرة تانا. ومع ذلك، لم تكن هناك آلية صريحة لإنفاذ الاتفاق. إن وجود آلية موثوقة وذاتية التنفيذ قادرة على حماية حقوق الملكية لكل طرف معني أمر ضروري لتطبيق مبدأ التنمية الدولية للمياه المستدامة اقتصادياً وبيئياً.
- 7 مايو 1929 – الاتفاقية بين مصر والسودان الإنجليزي المصري. وقد تضمنت هذه الاتفاقية ما يلي:
  - وتستخدم مصر والسودان 48 و4 مليار متر مكعب من مياه النيل سنويا على التوالي؛
  - سيتم حجز تدفق مياه النيل خلال الفترة من 20 يناير إلى 15 يوليو (موسم الجفاف) لمصر؛
  - وتحتفظ مصر بحق مراقبة تدفق مياه النيل في دول المنبع؛
  - حصلت مصر على حق القيام بمشاريع متعلقة بنهر النيل دون موافقة دول حوض النيل العليا.
  - حصلت مصر على حق الاعتراض على أي مشاريع إنشائية من شأنها أن تؤثر سلباً على مصالحها.

في الواقع، منحت هذه الاتفاقية مصر السيطرة الكاملة على نهر النيل خلال موسم الجفاف، عندما تكون الحاجة إلى المياه للري الزراعي في ذروتها. كما أنها تحد بشكل كبير من كمية المياه المخصصة للسودان ولا توفر أي مياه لأي من الدول المشاطئة الأخرى.

- اتفاقية مياه النيل لعام 1959 بين السودان ومصر للسيطرة الكاملة على استغلال مياه النيل. وقد تضمنت هذه الاتفاقية ما يلي:
  - وقد تم تسوية الخلاف حول كمية متوسط تدفق نهر النيل السنوي وتم الاتفاق على أن تكون حوالي 84 مليار متر مكعب مقاسة عند السد العالي في أسوان بمصر.
  - وقد سمح الاتفاق بتقاسم إجمالي متوسط التدفق السنوي لمياه النيل بين السودان ومصر بمعدل 18.5 و55.5 مليار متر مكعب على التوالي.
  - وقد تم الاتفاق على أن الخسارة السنوية للمياه بسبب التبخر وعوامل أخرى تبلغ نحو 10 مليارات متر مكعب. وسيتم خصم هذه الكمية من عائدات النيل قبل توزيع الحصة على مصر والسودان.
  - إذا ساد هذا الادعاء واضطرت الدولة إلى تقاسم مياه النيل مع دولة أخرى على نهر النيل، فإن هذا المبلغ المخصص سيتم خصمه من مخصصات/حصص السودان ومصر في أجزاء متساوية من حجم النيل المقاس في أسوان.
  - وقد منحت الاتفاقية مصر الحق في بناء السد العالي في أسوان الذي يمكنه تخزين كامل تدفق نهر النيل السنوي لمدة عام.
  - وقد منحت السودان الحق في بناء سد روزاري على النيل الأزرق، وتطوير مشاريع الري الأخرى وتوليد الطاقة الكهرومائية حتى يستفيد بالكامل من حصته من النيل.[10]
  - إنشاء لجنة فنية مشتركة دائمة لتأمين التعاون الفني بينهما. [10]

### مبادرة حوض النيل
مبادرة حوض النيل هي شراكة بين دول حوض النيل "تسعى إلى تطوير النهر بطريقة تعاونية، ومشاركة الفوائد الاجتماعية والاقتصادية الكبيرة، وتعزيز السلام والأمن الإقليميين". تم إطلاقه رسميًا في فبراير 1999 من قبل وزراء المياه في تسع دول تشترك في النهر – مصر والسودان وإثيوبيا وأوغندا وكينيا وتنزانيا وبوروندي ورواندا وجمهورية الكونغو الديمقراطية مع إريتريا كمراقب.

### سياق القانون الدولي
- 1966: قواعد هلسنكي بشأن استخدامات مياه الأنهار الدولية  [لغات أخرى]‏ – التي اعتمدتها جمعية القانون الدولي في مؤتمرها الثاني والخمسين الذي عقد في هلسنكي في أغسطس 1966، وتنظم القواعد استخدام مياه حوض الصرف الدولي باستثناء ما قد ينص عليه خلاف ذلك من خلال اتفاقية أو عرف ملزم بين دول الحوض.
- 1995: تم توقيع بروتوكول بشأن أنظمة المجاري المائية المشتركة في منطقة الجماعة الإنمائية للجنوب الأفريقي (SADC) في جوهانسبرج، في 28 أغسطس/آب 1995.[12]
- 1997: اتفاقية قانون الاستخدامات غير الملاحية للمجاري المائية الدولية.

### آثار المعاهدات والسياسات على استخدام مياه حوض النيل
خلال الفترة الاستعمارية، سيطرت بريطانيا فعليا على نهر النيل من خلال وجودها العسكري في أفريقيا. منذ استقلال السودان، أعادت السودان التفاوض مع مصر بشأن استخدام مياه النيل. وقد خصصت اتفاقية عام 1959 بين السودان ومصر إجمالي التدفق السنوي المتوسط لمياه النيل ليتم تقاسمها بين السودان ومصر بمقدار 18.5 و55.5 مليار متر مكعب على التوالي، لكنها تجاهلت حقوق الدول الثماني المتبقية على نهر النيل في المياه. تساهم إثيوبيا بنحو 80% من إجمالي تدفقات نهر النيل، ولكن بموجب اتفاقية عام 1959 لا يحق لها الحصول على أي من موارده. ومع ذلك، فإن الاتفاقية بين مصر والسودان ليست ملزمة لإثيوبيا لأنها لم تكن طرفاً فيها أبداً. منذ أوائل تسعينيات القرن العشرين، نجحت إثيوبيا في مواجهة المقاومة المصرية والسودانية لمشاريع تنمية المياه في إثيوبيا بهدف زيادة إمكانات الري والطاقة الكهرومائية. منذ مايو 2010، أطلقت إثيوبيا والدول الأخرى المطلة على نهر النيل اتفاقية الإطار التعاوني في محاولة لضمان الاستخدام العادل لمياه النيل بين جميع الدول المطلة على النهر.

### آفاق التعاون في حوض النيل
وتظل مصر هي المستخدم الرئيسي لمياه النيل. وفقًا لسواين وفاضل، فإن عدم الاستقرار السياسي والفقر في الدول التسع الأخرى المطلة على نهر النيل قد حد من قدرتها على التحرك نحو التنمية الاجتماعية والاقتصادية لنهر النيل. وبحسب ليما فإن السؤال الأعظم الذي يواجه دول حوض النيل هو: هل ستساعد مبادرة حوض النيل هذه الدول على التغلب على التوزيع غير العادل وغير المتساوي لموارد مياه النيل؟

## قضايا أخرى في السياسة المائية

### تلوث نهر النيل
في حين أن جودة معظم مياه النهر ضمن المستويات المقبولة، إلا أن هناك العديد من النقاط الساخنة الموجودة في قنوات الري والصرف الصحي. مصادر الملوثات هي النفايات الزراعية والصناعية والمنزلية. هناك 36 صناعة تقوم بتصريف مصادر التلوث الخاصة بها مباشرة في نهر النيل، و41 صناعة في قنوات الري. وتشمل هذه الأنواع من الصناعات: الصناعات الكيميائية، والكهربائية، والهندسية، والأسمدة، والأغذية، والمعادن، والتعدين، والنفط والصابون، واللب والورق، والمواد الحرارية، والمنسوجات والخشب. يوجد أكثر من 90 مصرفًا زراعيًا يصرف مياهه في نهر النيل، والذي يشمل أيضًا مياه الصرف الصناعي. تتجاوز المياه معايير المجتمع الأوروبي للتلوث البرازي، وهناك نسبة عالية من الملوحة وتسلل الملح إلى الدلتا. تحدث الملوحة عندما تتراكم الأملاح في التربة. لا تستطيع التربة الاحتفاظ بالماء مما يمنع أي شيء من النمو. يحدث التطفل الملحي عندما تصبح الأرض مشبعة بالمياه المالحة. تعاني منطقة شمال شرق دلتا النيل من ارتفاع معدل الإصابة بسرطان البنكرياس، والذي يُعتقد أن سببه هو المستويات العالية من المعادن الثقيلة والمبيدات الحشرية الكلورية العضوية الموجودة في التربة والمياه. يُعرف التعرض للكادميوم عادةً من خلال التدخين، على الرغم من الاعتقاد بأن التعرض في هذه المنطقة يكون من خلال الاتصال بالمعادن الثقيلة والمبيدات الحشرية الموجودة في التربة والمياه. تم العثور على داء البلهارسيا (مرض تسببه الديدان الطفيلية) في قنوات الري جنبًا إلى جنب مع البكتيريا الزرقاء القاعية التي تشكل حصائر.

### قنوات الري
الزراعة هي المستهلك الأكبر للمياه في مصر حيث تستخدم حوالي 85% من المياه المتاحة. تحتوي مياه الصرف من الحقول الزراعية على ملوثات مثل بقايا المبيدات الحشرية والملوثات العضوية وغير العضوية السامة والأملاح ومياه الصرف الصحي المنزلية المعالجة وغير المعالجة. وفي الشرق – مصارف الدلتا – فارسكور وسرو وهادوس، احتوت عينات المياه على مستويات عالية من الديدان الخطافية وبيض الديدان المعوية الأخرى. في القرى حيث المياه المتاحة الوحيدة هي تلك التي تأتي من قنوات الري، يتم استخدام المياه للأغراض المنزلية وإعادتها إلى شبكات الصرف الصحي. في بعض المناطق، لا تصل مستويات المياه المنخفضة إلى المجاري المائية، لذا يقوم المزارعون ببناء عجلات مائية غير قانونية لنقل المياه إلى القنوات لري أراضيهم. يساهم نقص قنوات الصرف الصحي وقيام المسؤولين بتطبيق الإجراءات اللازمة لمعالجة هذه المشاكل في تلوث الأراضي والمياه. وقد تأثر القرويون الذين يشربون المياه الملوثة بأمراض الكلى والكبد. يتم استخلاص روث الحيوانات والرواسب المستخرجة من المصارف والطين المستخدم في الأسمدة، وتشكل الملوثات المصدر الرئيسي للتلوث. يتم استخدام مياه الصرف الزراعي من قبل المزارعين بشكل قانوني وغير قانوني. يساهم الري غير السليم وانعدام التثقيف حول طرق الري الفعالة وإنتاج المحاصيل في فشل المحاصيل وتلويث القنوات. في المناطق التي لا يوجد بها هيكل تشغيلي رسمي لضخ المياه من مضخات الديزل الفردية، فإن المستخدمين النهائيين عادة لا يحصلون على ما يكفي من المياه للحفاظ على المحاصيل.

### الحكومة والمزارعون
هناك خمسة وعشرون وكالة تابعة لسبع وزارات تشارك في الحفاظ على جودة المياه، ولكن الاتصالات وتبادل البيانات بين الوكالات غير متطورة. جمعيات مستخدمي المياه، وهي جمعيات غير حكومية للمزارعين الذين ينظمون عملية ري كافة الأراضي الزراعية، ويحافظون على مضخات الديزل ويتعاملون مع النزاعات بين المزارعين وإدارة المياه. لقد كانت هذه المشروعات موجودة منذ عام 1988 ولكنها كانت تفتقر إلى البنية الأساسية وإشراك النساء، اللاتي يُنظر إليهن على أنهن مساهمات في تلوث قنوات الري لأنهن يغسلن الملابس والأطباق والحيوانات في المجاري.
إن الافتقار إلى التخطيط، والفساد في الدوائر الحكومية، وإهمال الاهتمامات وتوزيع الأراضي ذات الجودة المنخفضة على الفقراء، والتعليم غير السليم لطرق التعامل الآمن، وسوء الري وإدارة المحاصيل للرجال والنساء، كل ذلك يساهم في سوء نوعية المياه. ويشكل المال عاملاً رئيسياً في تحسين هذه المجالات، ولكن في حالة القضاء على الفساد وتحسين الاتصالات بين الإدارات، يمكن وضع قواعد أكثر صرامة وتنفيذها على الفور. ويوصى بزيادة عدد جمعيات مستخدمي المياه وإنشاء سلسلة اتصال بينها وبين الدوائر الحكومية. تعيين مشرفين ميدانيين في مناطق محددة للإشراف على جمعيات مستخدمي المياه وتثقيف المزارعين حول طرق الري (مثل الري بالتنقيط الذي يطبق المياه على منطقة الجذر ويمكن أن يقلل من استخدام المياه بنسبة 30 إلى 60 في المائة)، وتوزيع المياه الفعال أثناء دورة المحاصيل، وتناوب المحاصيل وإدارة التربة ‏. يمكن للمشرفين الميدانيين أيضًا مراقبة مستويات المياه، والتحقق من صيانة المضخات وإعداد التقارير عن هياكل الصرف.
يقوم البنك الدولي بتمويل برنامج الصرف الزراعي في مصر منذ عام 1970. ويقوم البرنامج بتجهيز الأراضي الزراعية بشبكات صرف تحت سطحية مصنوعة من أنابيب بلاستيكية يتم إنتاجها في مصانع مملوكة للحكومة في وادي النيل والدلتا. يدفع أصحاب الأراضي تكاليف تركيب أنظمة الصرف الصحي على أقساط سنوية خالية من الفوائد لمدة 20 عامًا. لقد ثبت أن الصرف تحت السطحي يحسن حالة التربة وإنتاجية المحاصيل. إن تثقيف المزارعين حول استخدام الصرف تحت السطحي أمر ضروري لمنع انقطاع إمدادات المياه لجميع الحقول المتصلة. نظرًا لأنه لا يمكن رؤية الصرف على السطح، فإن المزارع الذي يغلق مصرفًا للاحتفاظ بمزيد من المياه في حقله يمنع المياه من الوصول إلى المستخدمين خارجه.

### الحلول
تشارك أرض الصومال في حلول نهر النيل، ولا يتم فرض رسوم على الأراضي الزراعية مقابل المياه، ولكن يتم فرض رسوم على تحسينات الري والصرف، ويجب أن تكون جمعيات مستخدمي المياه مسؤولة عن الدفع حيث سيؤدي ذلك إلى مسؤولية جماعية لجميع الأعضاء. ويجب أن تُترك مهمة مراقبة جودة المياه والتربة لجمعيات مستخدمي المياه، ويجب الإبلاغ عنها إلى المشرفين الميدانيين الذين يقومون بدورهم بإبلاغها إلى مكتب وزارة الموارد المائية والري. وبما أن الجهود المبذولة لإنتاج المياه النظيفة سوف تستغرق وقتا، فإن الخطوات التي يمكن اتخاذها كنتائج قصيرة الأجل هي: الاستفادة من الآبار الضحلة للحصول على مياه الشرب التي يتم الحصول عليها من الحقول والقنوات غير المبطنة؛ حيث تعمل التربة كمرشح ويمكنها إزالة الملوثات. ويجب أن يؤخذ بعين الاعتبار التشاور مع المزارعين عند تصميم أنظمة الري لتحقيق الأداء الأمثل. (IWMI، 2006) ينصح بإعلام الجمهور بطرق التعامل الآمن مع الأغذية، واستخدام السماد وبقايا المحاصيل، والحرث الأقل تهربًا، وتناوب المحاصيل التي لا تحتاج إلى نفس العناصر الغذائية لتحسين قدرة التربة على الاحتفاظ بالمياه، والتحول إلى محاصيل قصيرة المدة لتقليل استهلاك المياه. إن الاستخدام الصحيح لمياه الصرف المعاد استخدامها أثناء دورة نمو المحاصيل هو الحل الأمثل. وفي محافظة الجيزة يوجد أكبر صرف لمياه الصرف الزراعي والصناعي والمنزلي في المحافظة والتي تذهب مباشرة إلى نهر النيل من خلال ثلاثة مصارف دون معالجة. أحد الحلول هو إنشاء ثلاث محطات لمعالجة مياه الصرف الصحي باستخدام "الطين المنشط" و"الطاقة العالية". "الحمأة المنشطة" هي التكنولوجيا الأرخص التي تعمل على تقليل تركيزات الإشريكية القولونية والطلب البيولوجي للأكسجين (BOD) وتحويل محطة معالجة أبو رواش من الحمأة الأولية إلى الحمأة المنشطة. وينبغي أيضًا تعزيز الوعي العام والصناعي للحد من الإغراق غير القانوني. يمكن أن يساعد التوعية العامة في تحقيق الاستخدام الفعال للمياه والحصول على مياه أنظف. ويجب دمج زيادة مراقبة المناطق التي يتم تصريف النفايات فيها وتطبيق الغرامات على عمليات الإغراق غير القانونية في المكاتب الحكومية القائمة بالفعل. ويجب أن تتم مراقبة هذه الإجراءات من قبل مصدر خارجي مثل البنك الدولي، لأنه قدم لمصر التمويل اللازم لتحسين استخدام المياه. إذا وجد البنك الدولي أن الحكومة لم تطبق الغرامات المقررة، فيمكنه إضافة استثناءات إلى اتفاقيات القروض الخاصة به، وهو ما من شأنه أن يخلق حوافز لفرض الغرامات.

## الانتقادات
يقلل بعض العلماء من أهمية المياه الجيوسياسية. على سبيل المثال، يزعم جان سيلبي وتوماس جنيرا أنه في حين كان النفط السبب الرئيسي في النمو الاقتصادي الإقليمي، فإن إمدادات المياه الكافية كانت أحد نتائجه. يزعم سيلبي أن "حروب المياه" ضعيفة أيضًا من حيث التوقعات الفاشلة، وأن الصراع في القرن الماضي كان في أغلب الأحيان بسبب النفط وليس الماء.
ويرى آخرون أن هناك مخاوف تتعلق بالسياسة الخارجية أكثر أهمية من المياه، والتي تتعلق بالعلاقات الإيديولوجية والاقتصادية والاستراتيجية مع الدول المجاورة (ومع القوى الخارجية)، والوصول إلى "السلع" مثل المساعدات الأجنبية والاستثمارات وعائدات النفط والتحويلات المالية والاقتصادات غير القانونية والمعدات العسكرية تجعل الصراع على المياه مصدر قلق هامشي.